# 陡沟小学
陡沟小学，位于中国广东省揭阳市普宁市大南山镇陂沟村，为普宁市的一个市级文物保护单位，类型为近现代重要史迹及代表性建筑，公布时间为1961年。
陡沟小学建于1928年。